# Snoke
Personnage de fiction apparaissant dans
Star Wars.
Snoke est un personnage de la saga cinématographique Star Wars. Créé par Palpatine peu après la bataille d'Endor, il devient le suprême leader du Premier Ordre jusqu'à sa mort. Il est assassiné par son apprenti Kylo Ren qui reprend son titre. Il est ensuite révélé qu'il est un clone créé par l'empereur Sith Palpatine.
Il apparaît pour la première fois en 2015 dans Le Réveil de la Force, puis en 2017 dans Les Derniers Jedi. Des modèles de Snoke sont visibles dans L'Ascension de Skywalker sorti en 2019. Il est interprété par l'acteur britannique Andy Serkis grâce à la technologie de la capture de mouvement.

## Histoire
Après la bataille d'Endor, Palpatine se retire à Exegol et, dans ses laboratoires, crée Snoke pour que ce dernier dirige le Premier Ordre.
Après la destruction du temple Jedi de Luke Skywalker, le jeune Ben Solo est appelé par Snoke à le rejoindre. Il l'y retrouve dans une sorte de jardin, où Snoke lui explique que son visage est criblé de cicatrices à cause de Luke puis en fait son apprenti. Ben Solo devient ainsi Kylo Ren.
Snoke, qui voit la base Starkiller être détruite, ordonne au général Hux de le rejoindre avec Kylo Ren afin de terminer la formation de ce dernier.

## Caractéristiques
Snoke est un être humanoïde sensible à la Force créé par Palpatine. Il se peut cependant que Snoke ne sache pas exactement ce qu'il est lui-même. En effet, si ses actions sont dirigées par Palpatine, Snoke possède une conscience propre,.

## Interprétation
Snoke est interprété par l'acteur Andy Serkis. Toutefois, même lui ne sait pas, alors qu'il joue son personnage pour Le Réveil de la Force puis Les Derniers Jedi, quel lien relie exactement Snoke à Palpatine.

## Concept et création
Le sculpteur Ivan Manzella s'inspire du visage de Peter Cushing, l'interprète de Wilhuff Tarkin, pour concevoir celui de Snoke.

## Adaptations
Snoke est un personnage jouable dans le jeu de 2022 Lego : La Saga Skywalker. Il est déverrouillé après la résolution d'une énigme de la Citadelle Sith d'Exegol.

## Accueil
Les fans ont proposé de nombreuses théories sur l'identité et les origines de Snoke avant L'Ascension de Skywalker. Peu avant la sortie des Derniers Jedi, le site Comic Book Resources met en ligne un article sur les théories sur Snoke. Au sujet de l'identité du personnage, les théories proposent par exemple qu'il pourrait être le véritable élu de la prophétie, la réincarnation d'Anakin Skywalker, voire la femme de Luke.
Un article du site Screen Rant liste les théories que l'auteur de l'article juge plus convaincantes que la version présentée dans L'Ascension de Skywalker, selon laquelle Snoke est une création de Palpatine. Snoke est alors, selon la théorie, une incarnation du Côté obscur, un clone de Palpatine ou de Luke Skywalker, un personnage déjà vu dans l'univers Star Wars, voire simplement un nouveau personnage.
Sachant que L'Ascension de Skywalker n'explique que le fait que Snoke soit un clone créé par Palpatine, le site Inverse effectue un sondage pour voir ce qu'en pensent les fans. Pour un sondé sur trois, Snoke est un clone de Palpatine. Les trois autres théories les plus populaires dans le sondage affirment que Snoke est un clone de Wilhuff Tarkin, de Dark Plagueis ou d'un utilisateur du Côté obscur de la Force indéterminé.
Par ailleurs, le cas particulier qu'est la courte histoire de Snoke a amené les internautes à concevoir de nombreux mèmes basés sur ce personnage.